# Quận St. James, Luân Đôn
St. James là một quận dân cư ở thành phố Westminster của thủ đô Luân Đôn, nước Anh. Vào thế kỷ 17 khu vực này phát triển như một nơi ở của tầng lớp quý tộc Anh và vào khoảng thế kỷ 19, nơi đây đã hình thành trung tâm phát triển của các câu lạc bộ dành cho quý ông. Trước đây là một phần của giáo xứ St Martin in the Fields, phần lớn trong số đó đã hình thành giáo xứ Thánh James từ năm 1685 đến năm 1922.
Khu vực nằm phía nam của Soho, phía tây của Whitehall, và ở phía bắc và phía đông của Cung điện Buckingham, quận được biết đến với Cung điện hoàng gia St James tọa lạc gần đó và khu vực vẫn là một trong những khu dân cư thời trang West End của Luân Đôn. Mỗi bộ phận tạo thành một phần của cấu trúc phong phú của khu cuối phía Tây. Kể từ Thế chiến thứ hai, quận đã chuyển từ mục đích dân cư sang sử dụng thương mại.

## Địa lý
Quận Saint James có phía bắc gần giáp Piccadilly, phía tây giáp Công viên xanh Luân Đôn, phía nam bởi The Mall giáp Công viên St. James và phía đông giáp Haymarket.

## Lịch sử

### Tên gọi
Tên của quận bắt nguồn từ sự cống hiến của Bệnh viện phong St James the Less thời Trung cổ vào năm 1189 và có vị thánh bảo trợ là Thánh Giacôbê. Địa điểm của bệnh viện hiện là Cung điện St. James chiếm giữ.
Quận St. James cũng được biết với tên "Clubland" vì sự hiện diện của các câu lạc bộ dành cho quý ông trong lịch sử thành phố.

### Phát triển khu vực

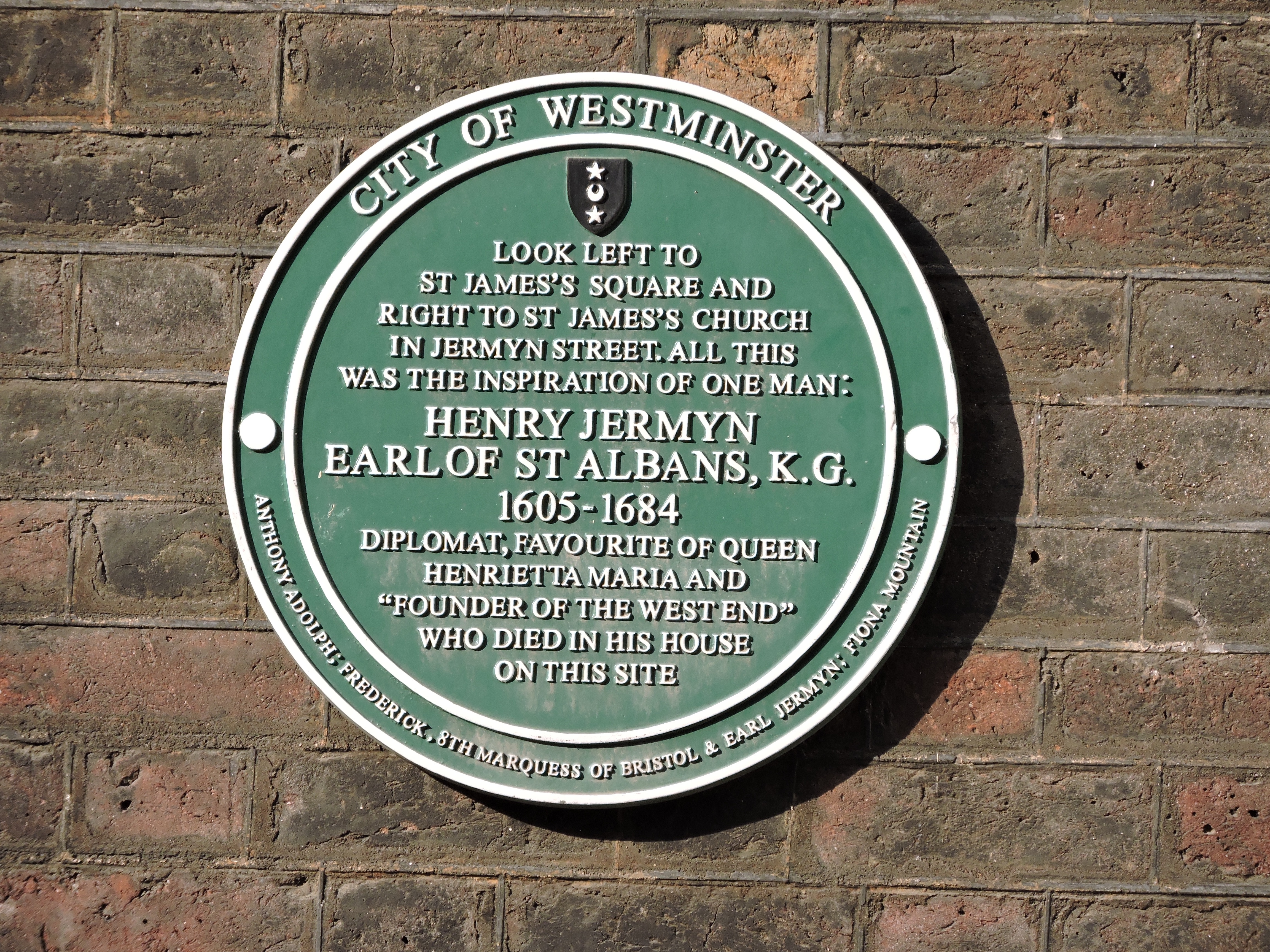
Tấm bảng màu xanh lá cây (Di sản Anh) của Thành phố Westminster tặng cho Henry Jermyn, Bá tước St Albans (1605–1684), nằm ở Phố Duke của York, London SW1

St. James trong thời kỳ Trung cổ từng là một phần của công viên hoàng gia giống như Công viên xanh Luân Đôn và Công viên St. James. Các khu đất ở phía bắc và phía tây của Charing Cross từng được Bệnh viện St. Giles nắm giữ trong thời Trung cổ nhưng đã thuộc quyền sở hữu của Vương miện vào năm 1536 khi các tu viện giải thể.
Sau đó, Charles Đệ nhất đã cấp chúng cho vợ ông là Vương hậu Henrietta Maria. Henry Jermyn là một thành viên gây tranh cãi và không được tin cậy rộng rãi trong hoàng gia, được cho là người tình bí mật của cả Henrietta Maria, là mẹ của vua Charles II và một trong những người hầu gái trong danh dự của bà. Jermyn đã được trao danh hiệu Bá tước St. Albans tại thời kỳ Khôi phục.
Vào những năm 1660, vua Charles II của Anh đã trao quyền phát triển khu vực này cho Henry Jermyn, Bá tước thứ nhất của St. Albans, người đã phát triển nó như một khu dân cư chủ yếu là quý tộc xung quanh một mạng lưới các đường phố tập trung vào St. James Square. Từ năm 1660, Vương hậu bắt đầu cho Jermyn thuê một phần của vùng đất St. Giles trước đây.
Nỗ lực thực hiện trong năm 1664, 1668 và 1670 để tách St. James bị phản đối bởi giáo xứ Thánh Martin do St. James từng là khu vực cổ của cánh đồng Saint Martin.
Năm 1665, ông bắt đầu cho thuê mãi cho đến năm 1740 (sau đó được gia hạn) phần còn lại của 45 mẫu đất được gọi là Cánh đồng Saint James. Phía bắc giáp Piccadilly, phía đông giáp Haymarket, phía tây giáp Phố St. James và phía nam giáp Pall Mall.
Việc xây dựng Nhà thờ St. James, Piccadilly vào năm 1684 đã gây ra vấn đề này, và một giáo xứ mới của St James trong Liberty of Westminster được thành lập vào năm 1685. Trong khi đó, Cung điện St. James là một khu vực ngoại giáo và không thuộc bất kỳ giáo xứ nào. Cùng với các cộng sự khác, chẳng hạn như Ngài Thomas Clarges, Jermyn đã đặt ra nhiều đường phố khác nhau: Đường Jermyn, King, Charles II, Duke, Duke of York, Ryder và Babmaes (sau này được đặt theo tên người hầu của Vua là Baptist May). Ông cũng thành lập Chợ St. Alban (thường được gọi là Chợ St. James). Những lô đất đã được những nhà xây dựng đầu cơ này cho thuê lại để xây dựng những ngôi nhà liên kế cho những người thuê nhà thuộc tầng lớp quý tộc.
Đến phần sau của thế kỷ thứ 17, quận St. James phát triển giữa Cung điện St. James và Piccadilly, sau đó mở rộng ra phía bắc và xa hơn nữa là Đường Oxford (Phố Oxford và xung quanh Oxford Circus hiện đại), và về phía tây xa hơn nữa là Phố Bond. Sau đó, sự phát triển mới ở phía tây Luân Đôn tạm lắng kéo dài cho đến khi George I của Liên hiệp Anh kế vị vào năm 1714.
Cho đến Thế chiến thứ hai, quận St. James vẫn là một trong những khu dân cư độc nhất ở Luân Đôn, bao gồm các dinh thự nổi tiếng quanh khu vực là: Cung điện St. James, Clarence House, Marlborough House, Lancaster House, Spencer House, Schomberg House, Norfolk House và Bridgewater House.

## Kinh tế
Quận St. James là khu vực chủ yếu cho thương mại với một số giá thuê mặt bằng cao nhất ở Luân Đôn. Nhà đấu giá Christie's có trụ sở tại Phố King, và những con phố xung quanh có nhiều đại lý đồ cổ và nghệ thuật cao cấp bao gồm: Colnaghi, Agnew's Gallery, Moretti Fine Art, Hazlitt, Gooden & Fox, Stoppenbach & Delestre Ltd, The Sladmore Gallery và SFranses Ltd.
Công ty dầu khí BP cũng đặt trụ sở chính tại quận St James. Khu vực này là nơi tập trung các nhà buôn rượu hảo hạng bao gồm Berry Brothers và Rudd tại số 3 Phố St. James. Tiếp giáp với phố St. James là phố Jermyn, nổi tiếng với nghề may.

## Quản trị
Đối với các cuộc bầu cử vào Hội đồng Thành phố Westminster, quận Saint James là một phần của phường St James. Phường bao gồm Covent Garden, Strand, Westminster và một phần của Mayfair. Phường bầu ra ba ủy viên hội đồng.

## Những con phố đáng chú ý

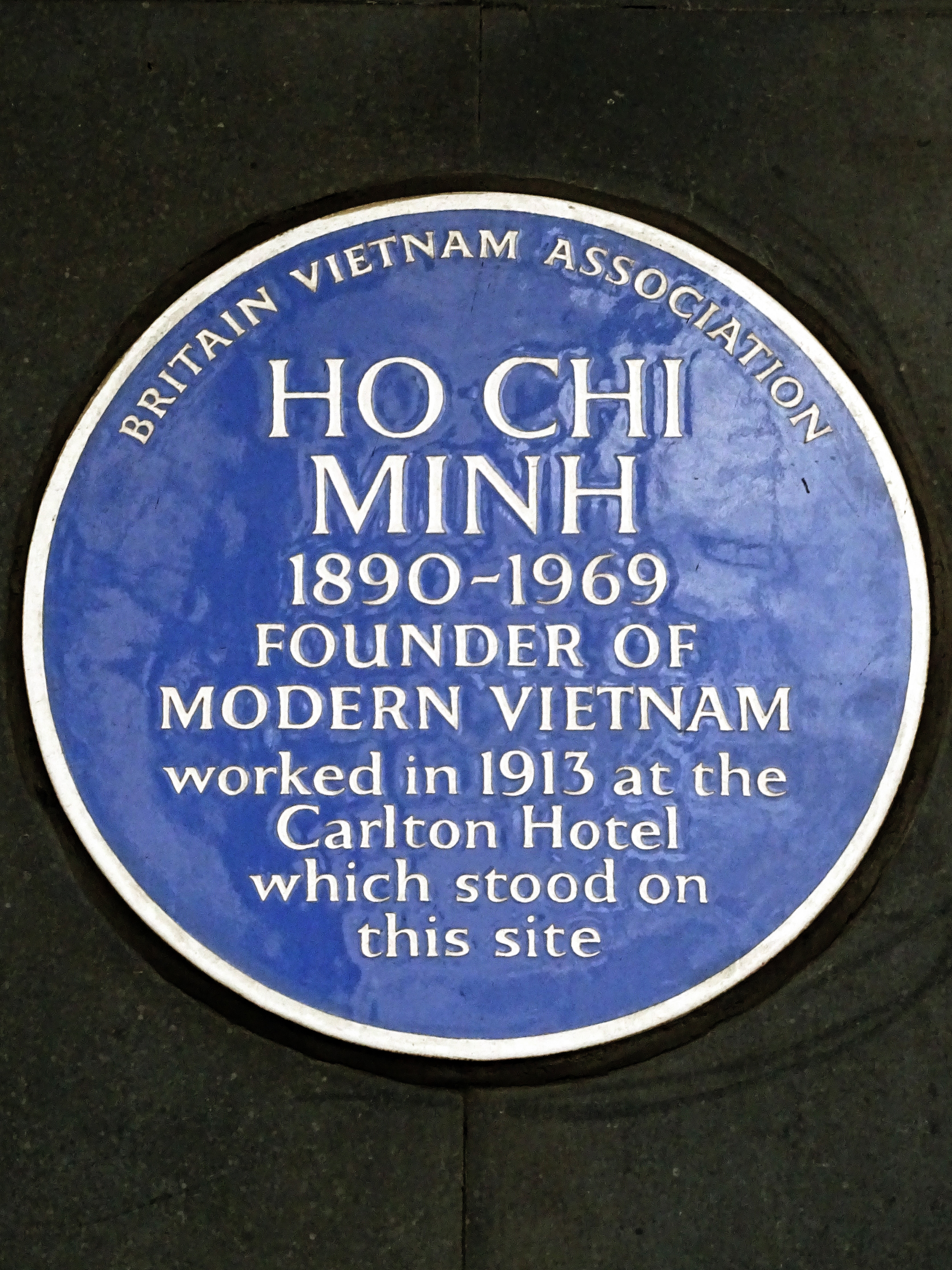
Hồ Chí Minh 1890-1969, người sáng lập ra nước Việt Nam hiện đại làm việc vào năm 1913 tại khách sạn Carlton nằm trên địa điểm này. Tấm bảng xanh do Hiệp hội Anh Quốc Việt Nam dựng tại New Zealand House, số 80 Haymarket, quận St. James

- Phố St. James, chạy dọc từ Piccadilly đến Cung điện St. James
- St. James Square, nơi vẫn giữ lại nhiều ngôi nhà ban đầu nhưng chủ yếu được sử dụng làm văn phòng. Thư viện Luân Đôn tọa lạc tại đó.
- Phố Jermyn, một con phố bán lẻ hạng sang nổi tiếng nhất với các cửa hàng và thợ may áo sơ mi đặt làm riêng cung cấp trang phục quý ông đẹp nhất.
- Pall Mall, nơi tập trung nhiều câu lạc bộ dành cho quý ông của Luân Đôn. Đây cũng là nơi có Marlborough House là trụ sở của Ban Thư ký Khối thịnh vượng chung (Commonwealth Secretariat) và Văn phòng Chính phủ Québec ở Luân Đôn.[14]
- Crown Passage, một con phố hẹp chia cắt với Pall Mall đối diện Marlborough House và là nhà của Red Lion, một trong những quán rượu lâu đời nhất ở West End của Luân Đôn vẫn còn kinh doanh.[15]
- Haymarket đã từng là trung tâm mại dâm nổi tiếng nhất ở London, nhưng không có dấu vết nào về quá khứ của nơi này. Con đường sở hữu hai nhà hát lịch sử: Nhà hát Haymarket và Nhà hát của Nữ hoàng.
- Carlton House Terrace, khu dân cư liên kế giàu có do John Nash thiết kế nhìn ra Công viên St. James.

## Văn hóa

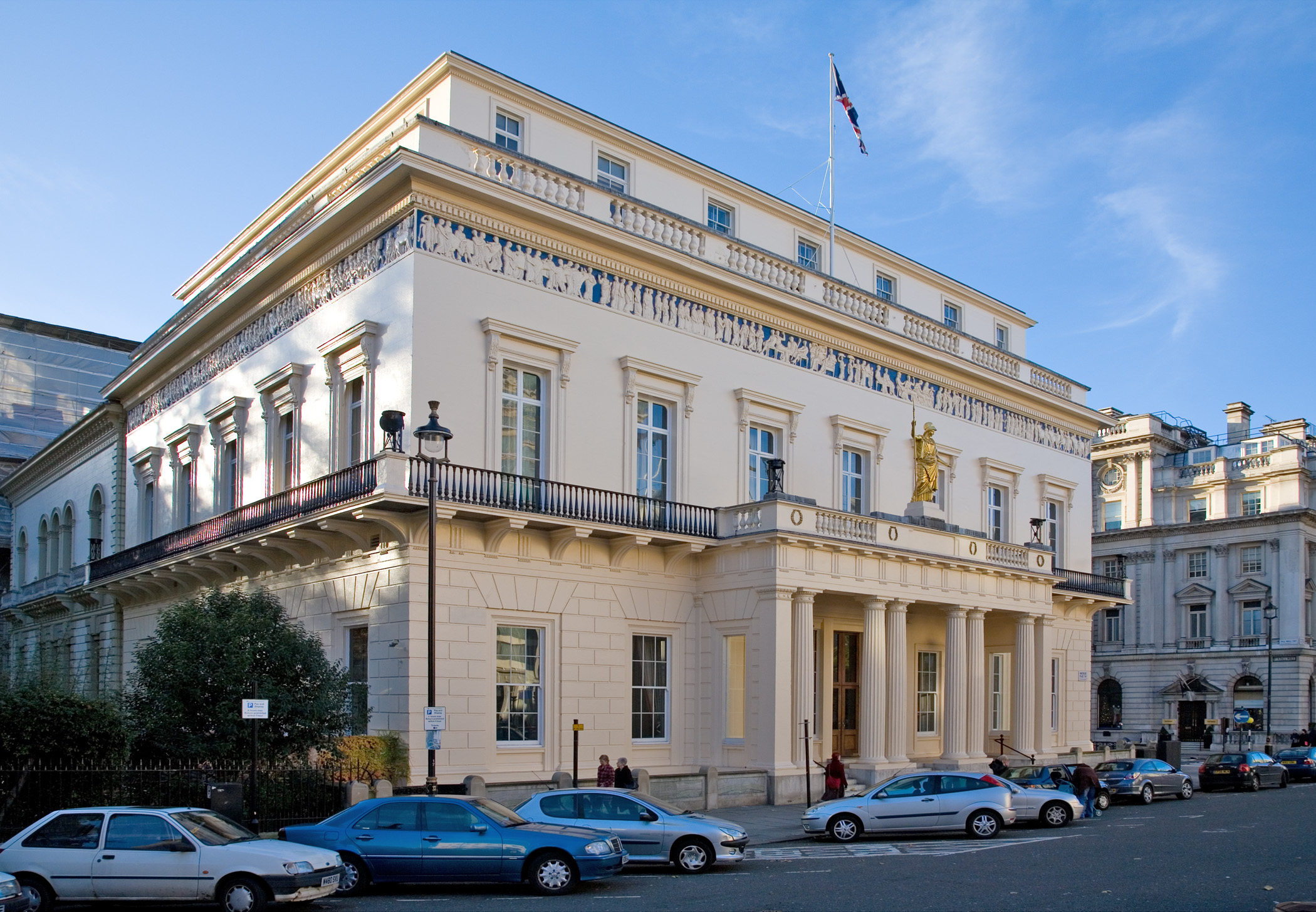
Câu lạc bộ Athenaeum tại Pall Mall, nổi tiếng với 51 thành viên từng đoạt giải Nobel.

Các đường phố lịch sử của St. James hầu như không thay đổi trong nhiều thế kỷ và vẫn là nơi tập trung nhiều câu lạc bộ quý ông nổi tiếng nhất ở Luân Đôn, và đôi khi, mặc dù không thường xuyên như trước đây. Các câu lạc bộ tư nhân thường là tổ chức của xã hội thượng lưu Anh. Một loạt các điểm ở đây chẳng hạn như hoàng gia, sĩ quan quân đội, những người đam mê mô tô và các nhóm nghệ thuật khác.
Các phòng trưng bày nghệ thuật phục vụ cho nhiều khách thị hiếu nằm trong khuôn viên trong khu vực. Các đại lý nghệ thuật đương đại và hiện đại đáng chú ý khác trong quận St. James bao gồm: Phòng trưng bày Helly Nahmad, Phòng trưng bày Paisnel, Phòng trưng bày Bernard Jacobson, Thomas Dane, Whitford Fine Art và Panter & Hall.
Ở rìa phía nam của quận là The Mall, nơi có Viện Nghệ thuật Đương đại (ICA) và Phòng trưng bày Mall Galleries (Liên đoàn nghệ sĩ Anh - FBA).